# Delegati dal Maine al Congresso degli Stati Uniti d'America

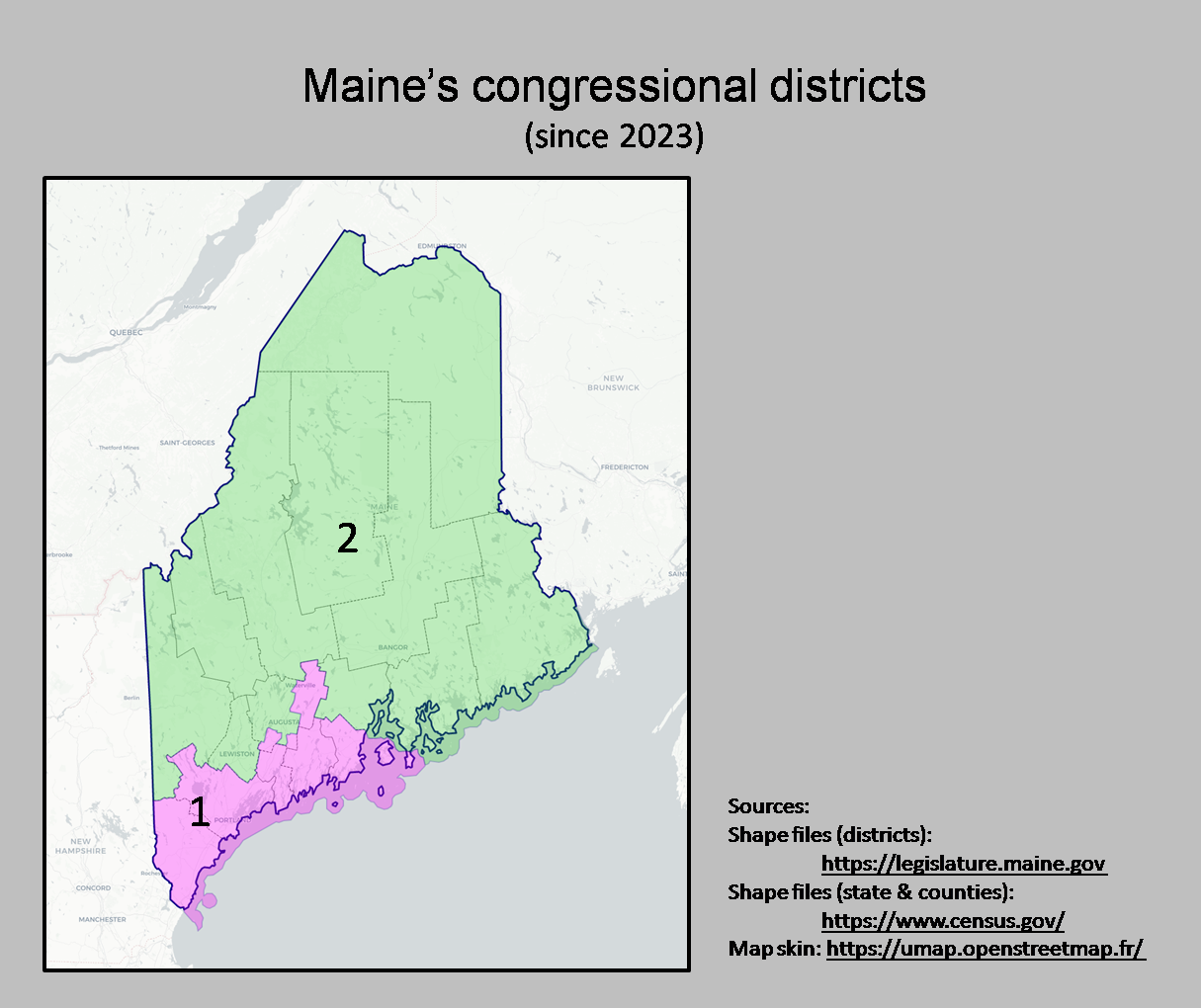
Distretti del Maine dal 2023

Sin dall'ammissione all'Unione come stato, avvenuta nel 1820, il Maine è rappresentato al Congresso degli Stati Uniti da una delegazione al Senato e alla Camera dei rappresentanti. Ogni stato elegge due senatori con mandati di sei anni, a prescindere dalla popolazione dello stato; quelli del Maine appartengono alle classi 1 e 2. Elegge inoltre un numero di rappresentanti alla Camera in numero proporzionale alla popolazione, ogni due anni; è attualmente rappresentato alla Camera dei rappresentanti da due delegati, eletti in distretti uninominali con il sistema first-past-the-post.
Essendo il numero dei rappresentanti proporzionale alla popolazione dello stato, la rappresentanza alla Camera è variata molto nel corso della storia dello stato, da un minimo di due ad un massimo di otto rappresentanti. Dal 1963 lo stato conta due delegati alla Camera, numero confermato anche dall'ultimo censimento del 2020.

## Camera dei rappresentanti

### Delegati attuali
La delegazione alla Camera dei rappresentanti ha un totale di due rappresentanti, entrambi democratici.
| Distretto | Rappresentante  | Partito     | CPVI (2025) | Inizio mandato | Mappa del distretto |
| --------- | --------------- | ----------- | ----------- | -------------- | ------------------- |
| 1°        | Chellie Pingree | Democratico | D+11        | 3 gennaio 2009 |                     |
| 2°        | Jared Golden    | Democratico | R+4         | 3 gennaio 2019 |                     |

## Senato
| Senatore                  | Congresso       | Senatore                        |
| Classe 1                  | Congresso       | Classe 2                        |
| ------------------------- | --------------- | ------------------------------- |
| John Holmes (D-R, poi NR) | 16 (1819-1821)  | John Chandler (D-R, poi J)      |
| John Holmes (D-R, poi NR) | 17 (1821-1823)  | John Chandler (D-R, poi J)      |
| John Holmes (D-R, poi NR) | 18 (1823-1825)  | John Chandler (D-R, poi J)      |
| John Holmes (D-R, poi NR) | 19 (1825-1827)  | John Chandler (D-R, poi J)      |
| Albion Parris (J)         | 20 (1827-1829)  | John Chandler (D-R, poi J)      |
| John Holmes (NR)          | 21 (1829-1831)  | Peleg Sprague (NR)              |
| John Holmes (NR)          | 22 (1831-1833)  | Peleg Sprague (NR)              |
| Ether Shepley (J)         | 23 (1833-1835)  | Peleg Sprague (NR)              |
| Judah Dana (J)            | 24 (1835-1837)  | John Ruggles (J, poi D)         |
| Reuel Williams (D)        | 25 (1837-1839)  | John Ruggles (J, poi D)         |
| Reuel Williams (D)        | 26 (1839-1841)  | John Ruggles (J, poi D)         |
| Reuel Williams (D)        | 27 (1841-1843)  | George Evans (W)                |
| John Fairfield (D)        | 28 (1843-1845)  | George Evans (W)                |
| John Fairfield (D)        | 29 (1845-1847)  | George Evans (W)                |
| Wyman B. S. Moor (D)      | 30 (1847-1849)  | James W. Bradbury (D)           |
| Hannibal Hamlin (D)       | 31 (1849-1851)  | James W. Bradbury (D)           |
| Hannibal Hamlin (D)       | 32 (1851-1853)  | James W. Bradbury (D)           |
| Hannibal Hamlin (D)       | 33 (1853-1855)  | William P. Fessenden (W, poi R) |
| Amos Nourse (R)           | 34 (1855-1857)  | William P. Fessenden (W, poi R) |
| Hannibal Hamlin (R)       | 35 (1857-1859)  | William P. Fessenden (W, poi R) |
| Hannibal Hamlin (R)       | 36 (1859-1861)  | William P. Fessenden (W, poi R) |
| Lot M. Morrill (R)        | 37 (1861-1863)  | William P. Fessenden (W, poi R) |
| Lot M. Morrill (R)        | 38 (1863-1865)  | Nathan A. Farwell (R)           |
| Lot M. Morrill (R)        | 39 (1865-1867)  | William P. Fessenden (R)        |
| Lot M. Morrill (R)        | 40 (1867-1869)  | William P. Fessenden (R)        |
| Hannibal Hamlin (R)       | 41 (1869-1871)  | William P. Fessenden (R)        |
| Hannibal Hamlin (R)       | 42 (1871-1873)  | Lot M. Morrill (R)              |
| Hannibal Hamlin (R)       | 43 (1873-1875)  | Lot M. Morrill (R)              |
| Hannibal Hamlin (R)       | 44 (1875-1877)  | Lot M. Morrill (R)              |
| Hannibal Hamlin (R)       | 45 (1877-1879)  | James G. Blaine (R)             |
| Hannibal Hamlin (R)       | 46 (1879-1881)  | James G. Blaine (R)             |
| Eugene Hale (R)           | 47 (1881-1883)  | James G. Blaine (R)             |
| Eugene Hale (R)           | 48 (1883-1885)  | William P. Frye (R)             |
| Eugene Hale (R)           | 49 (1885-1887)  | William P. Frye (R)             |
| Eugene Hale (R)           | 50 (1887-1889)  | William P. Frye (R)             |
| Eugene Hale (R)           | 51 (1889-1891)  | William P. Frye (R)             |
| Eugene Hale (R)           | 52 (1891-1893)  | William P. Frye (R)             |
| Eugene Hale (R)           | 53 (1893-1895)  | William P. Frye (R)             |
| Eugene Hale (R)           | 54 (1895-1897)  | William P. Frye (R)             |
| Eugene Hale (R)           | 55 (1897-1899)  | William P. Frye (R)             |
| Eugene Hale (R)           | 56 (1899-1901)  | William P. Frye (R)             |
| Eugene Hale (R)           | 57 (1901-1903)  | William P. Frye (R)             |
| Eugene Hale (R)           | 58 (1903-1905)  | William P. Frye (R)             |
| Eugene Hale (R)           | 59 (1905-1907)  | William P. Frye (R)             |
| Eugene Hale (R)           | 60 (1907-1909)  | William P. Frye (R)             |
| Eugene Hale (R)           | 61 (1909-1911)  | William P. Frye (R)             |
| Charles F. Johnson (D)    | 62 (1911-1913)  | Obadiah Gardner (D)             |
| Charles F. Johnson (D)    | 63 (1913-1915)  | Edwin C. Burleigh (R)           |
| Charles F. Johnson (D)    | 64 (1915-1917)  | Edwin C. Burleigh (R)           |
| Frederick Hale (R)        | 65 (1917-1919)  | Bert M. Fernald (R)             |
| Frederick Hale (R)        | 66 (1919-1921)  | Bert M. Fernald (R)             |
| Frederick Hale (R)        | 67 (1921-1923)  | Bert M. Fernald (R)             |
| Frederick Hale (R)        | 68 (1923-1925)  | Bert M. Fernald (R)             |
| Frederick Hale (R)        | 69 (1925-1927)  | Bert M. Fernald (R)             |
| Frederick Hale (R)        | 70 (1927-1929)  | Arthur R. Gould (R)             |
| Frederick Hale (R)        | 71 (1929-1931)  | Arthur R. Gould (R)             |
| Frederick Hale (R)        | 72 (1931-1933)  | Wallace H. White (R)            |
| Frederick Hale (R)        | 73 (1933-1935)  | Wallace H. White (R)            |
| Frederick Hale (R)        | 74 (1935-1937)  | Wallace H. White (R)            |
| Frederick Hale (R)        | 75 (1937-1939)  | Wallace H. White (R)            |
| Frederick Hale (R)        | 76 (1939-1941)  | Wallace H. White (R)            |
| Owen Brewster (R)         | 77 (1941-1943)  | Wallace H. White (R)            |
| Owen Brewster (R)         | 78 (1943-1945)  | Wallace H. White (R)            |
| Owen Brewster (R)         | 79 (1945-1947)  | Wallace H. White (R)            |
| Owen Brewster (R)         | 80 (1947-1949)  | Wallace H. White (R)            |
| Owen Brewster (R)         | 81 (1949-1951)  | Margaret Chase Smith (R)        |
| Owen Brewster (R)         | 82 (1951-1953)  | Margaret Chase Smith (R)        |
| Frederick G. Payne (R)    | 83 (1953-1955)  | Margaret Chase Smith (R)        |
| Frederick G. Payne (R)    | 84 (1955-1957)  | Margaret Chase Smith (R)        |
| Frederick G. Payne (R)    | 85 (1957-1959)  | Margaret Chase Smith (R)        |
| Edmund Muskie (D)         | 86 (1959-1961)  | Margaret Chase Smith (R)        |
| Edmund Muskie (D)         | 87 (1961-1963)  | Margaret Chase Smith (R)        |
| Edmund Muskie (D)         | 88 (1963-1965)  | Margaret Chase Smith (R)        |
| Edmund Muskie (D)         | 89 (1965-1967)  | Margaret Chase Smith (R)        |
| Edmund Muskie (D)         | 90 (1967-1969)  | Margaret Chase Smith (R)        |
| Edmund Muskie (D)         | 91 (1969-1971)  | Margaret Chase Smith (R)        |
| Edmund Muskie (D)         | 92 (1971-1973)  | Margaret Chase Smith (R)        |
| Edmund Muskie (D)         | 93 (1973-1975)  | William Hathaway (D)            |
| Edmund Muskie (D)         | 94 (1975-1977)  | William Hathaway (D)            |
| Edmund Muskie (D)         | 95 (1977-1979)  | William Hathaway (D)            |
| Edmund Muskie (D)         | 96 (1979-1981)  | William Cohen (R)               |
| George J. Mitchell (D)    | 97 (1981-1983)  | William Cohen (R)               |
| George J. Mitchell (D)    | 98 (1983-1985)  | William Cohen (R)               |
| George J. Mitchell (D)    | 99 (1985-1987)  | William Cohen (R)               |
| George J. Mitchell (D)    | 100 (1987-1989) | William Cohen (R)               |
| George J. Mitchell (D)    | 101 (1989-1991) | William Cohen (R)               |
| George J. Mitchell (D)    | 102 (1991-1993) | William Cohen (R)               |
| George J. Mitchell (D)    | 103 (1993-1995) | William Cohen (R)               |
| Olympia Snowe (R)         | 104 (1995-1997) | William Cohen (R)               |
| Olympia Snowe (R)         | 105 (1997-1999) | Susan Collins (R)               |
| Olympia Snowe (R)         | 106 (1999-2001) | Susan Collins (R)               |
| Olympia Snowe (R)         | 107 (2001-2003) | Susan Collins (R)               |
| Olympia Snowe (R)         | 108 (2003-2005) | Susan Collins (R)               |
| Olympia Snowe (R)         | 109 (2005-2007) | Susan Collins (R)               |
| Olympia Snowe (R)         | 110 (2007-2009) | Susan Collins (R)               |
| Olympia Snowe (R)         | 111 (2009-2011) | Susan Collins (R)               |
| Olympia Snowe (R)         | 112 (2011-2013) | Susan Collins (R)               |
| Angus King (I)            | 113 (2013-2015) | Susan Collins (R)               |
| Angus King (I)            | 114 (2015-2017) | Susan Collins (R)               |
| Angus King (I)            | 115 (2017-2019) | Susan Collins (R)               |
| Angus King (I)            | 116 (2019-2021) | Susan Collins (R)               |
| Angus King (I)            | 117 (2021-2023) | Susan Collins (R)               |
| Angus King (I)            | 118 (2023-2025) | Susan Collins (R)               |
| Angus King (I)            | 119 (2025-2027) | Susan Collins (R)               |